# На пороге вечности
«На пороге вечности» (фр. Au seuil de l'Eternité; в другом переводе «У врат вечности», картина также известна под названием «Старик, опустивший голову на руки») — одна из последних картин нидерландского живописца Винсента ван Гога.

## История
Картина была написана в апреле—мае 1890 года на основе литографии 1882 года. По-видимому, первые наброски появились ещё раньше. В сентябре 1881 года в письме из Эттена (фр. Etten-Leur) своему брату Тео ван Гог пишет о нескольких сделанных им рисунках местных сельских жителей, в числе которых упоминает 
старого больного крестьянина, сидящего на стуле перед очагом: он опустил голову на руки, а локтями упёрся в колени.
Это изображение не сохранилось. В 1882 году в Гааге он сделал ещё один вариант рисунка, который затем перевёл в литографию, на основе которой в 1890 году и была создана наиболее известная версия картины, в отличие от предыдущих написанная маслом. Кроме того, существует ещё поясной вариант изображения старика 1883 года, созданный ван Гогом под впечатлением от стихотворения Томаса Мура «В ночной тишине», которое он цитирует в одном из писем того времени. В настоящее время картина хранится в музее Крёллер-Мюллер в Нидерландах.